# 와카
와카(일본어: 和歌)는 일본의 전통적인 정형시다. 5음과 7음의 일본어로 구성되어 있다. '일본 노래'라는 의미인 와카라는 명칭은 헤이안 시대에 한시와 구분하기 위해 생겨난 것으로 야마토우타(やまとうた) 또는 단순히 '노래(うた)'라고 부르거나, 와시(일본어: 倭詩) 또는 와교(일본어: 倭語)로도 불렸다. 하이쿠와 함께 일본의 대표적인 시가 문학 장르다.

## 개요
와카는 일본 신화에 등장하는 스사노오노 미코토에서 처음 비롯된 것이라는 이야기가 있다.
やくもたつ　いづもやへがき　つまごみに　やへがきつくる　そのやへがきを
오늘날 와카라고 하면 이러한 형식으로, 5-7-5-7-7로 마디를 나누어 31자로 엮은 단카(短歌)를 가리키는데, 《고킨와카슈(古今和歌集)》가나 서문에도 이 노래에 대해서 「스사노오노 미코토가 지은 서른한 자(みそもじ)」라는 기술을 남기고 있어, 여기서 와카를 「미소히토모지(みそひともじ)」로 부르기도 한다. 그러나 와카에는 단카 말고도 조카(長歌)나 세도카(旋頭歌) 같은 형식이 존재했다.
| 이름                   | 형식                | 참고 |
| ---------------------- | ------------------- | --- |
| 조카                   | 5-7, 5-7, …, 5-7, 7 | 5-7을 세 번 이상 되풀이하다 마지막을 7음으로 처리한다. 주로 공식석상에서 불렸으며 화답해 부르는 반가(反歌)를 수반한다. 《만요슈》에 많이 등장하지만, 《고킨와카슈(古今和歌集)》에는 다섯 수 정도만 실려 있다. |
| 단카                   | 5-7, 5-7, 7         | 각 시대를 통해 가장 보편적으로 불린 형식. |
| 세도카                 | 5-7-7, 5-7-7        | 5-7-7을 두 번 반복하는 것으로 문답(問答) 형식의 문답가가 많다. |
| 불족석가체(佛足石歌體) | 5-7, 5-7, 7-7       | 단카의 형식에 7음을 더한 것이다. |

《고킨와카슈》의 한문 서문에는 와카 형식에 대해 "조카 · 단카 · 세도의 섞인 류는 조잡하여 하나가 아니다"라고 적고 있는데 여기서 '섞였다'는 것이 어떤 형식을 가리키는 것인지는 알 수 없다. 또한 불족석가체 형식은 나라 시대에 잠깐 나타났다가 사라졌으며, 단카에서 절을 5-7-5와 7-7로 나누어 읽는 렌카(連歌)와 하이쿠가 발생했다.
고대 일본에서 와카는 귀족을 비롯한 인텔리층에 있어 필수적인 소양의 하나였으며 남녀가 자신의 마음을 전하는 한 방편으로 쓰였을 뿐 아니라, 와카의 우열을 짓는 시합이 자주 열려 이를 위한 와카가 많이 제작되었다. 그리고 읊어진 와카는 개인의 가집(개인 시가집)과 헤이안 시대 이래의 칙명에 의한 칙찬(勅撰) 와카집에 수록되어 전하고 있다. 그밖에 개인이 편찬한 사찬(私撰) 와카집이 있었는데, 《만요슈》도 사찬 와카집에 속한다. 사찬 와카집 중에서도 후지와라노 사다이에가 뽑은 오쿠라 백인일수(小倉百人一首)는 후세에 카드로도 제작되는 등 일본인들에게 잘 알려져 일본인의 '와카'에 대한 시각에 큰 영향을 주고 있다. 와카에는 '문학'으로서의 해석과 '음악'으로서의 해석 두 가지가 있는데, 일반적으로 일본에서는 문학의 범주에서 해석되기 때문에 학교 교육에서 '노래'로서의 와카의 요소는 배제되고 있다.
와카는 「시키시마(일본어: 敷島)」 또는 「시키시마노미치(敷島の道)」라고도 불렸는데, 시키시마란 야마토국이나 일본 자체를 의미했으며, 또한 「시키시마노 야마토우타(敷島のやまとうた)」나 「시키시마노 야마토우타노 미치(敷島のやまとうたの道)」등 「야마토(やまと)」라는 말이 함께 쓰이기도 했다.

## 와카의 역사
와카는 다음과 같은 시대구분으로 나뉜다.
- 초기: 고지키부터 1185년의 겐지모노가타리까지
- 중세: 1185년 이후 (가마쿠라 시대와 무로마치 시대 포함)
- 근세: 1600년 ~ 1867년
- 근대: 1867년 이후

### 상대(上代)

#### 상대가요
와카가 발생하기 이전 고대 일본에는 고조된 감정에서 비롯된 절규 또는 구호가 차츰 축제나 집단노동 현장에서 부르는 가요로 발전한 것이 있었다고 하지만, 이들 대부분은 문자로 기록되지 못하고 사라져버렸다. 이들 가요는 오늘날 5음 또는 7음으로 구성된 와카라는 형식으로 정리되기까지 그 형식에 다양한 과정과 변천을 거쳤을 것으로 여겨진다. 현재 《고사기》, 《일본서기》, 《풍토기》, 《만요슈》, 《고어습유(古語拾遺)》, 《금가보(琴歌譜)》, 《불족석가비(仏足石歌碑)》 등에 수록된 운문을 일본에서는 상대가요(上代歌謡)라고 부르고 있는데, 대부분은 후대의 와카처럼 5음, 7음절로 구성된 정제된 내용이다.

#### 기키가요
상대가요 중에서도 《고사기》, 《일본서기》에 채록된 것을 특별히 기키가요(記紀歌謡)라고 부르는데, 독립된 가요가 아니라 이야기의 효과를 높이기 위해 삽입된 것이 대부분이며, 궁정인이 부른 의식적인 가요나 창작한 것도 있다. 헨카・세도카・단카・조카 등의 5음과 7음을 표준으로 하는 가체(歌體)에 대구(對句)・구리카에시(くりかえし)・침사(枕詞)・서사(序詞) 등의 기법이 쓰였다.
상대가요는 가구라우타(神楽歌)나 사이부라(催馬楽) 등 악기를 갖고 부르던 의식용 노래를 원류로 하고 있는데, 그 가체와 기교는 후대의 와카의 모태가 되었다고 여겨진다.

#### 만요슈
일본 열도에 통일된 국가가 수립되고 대륙에서 한시가 수입되면서 개인의 감정을 표현한 노래들이 활발히 창작되었는데, 그것을 집대성한 것이 바로 《만요슈》이다. 만요슈의 주기(注記)에 따르면 이미 《만요슈》 이전에도 《고가집(古歌集)》, 《가키노모토노 히토마로 가집(柿本人麻呂歌集)》, 《가사노 가네무라 가집(笠金村歌集)》, 《다카하시노 무시마로 가집(高橋虫麻呂歌集)》, 《다나베노 후쿠마로 가집(田辺福麻呂歌集)》, 《유취가림(類聚歌林)》 등이 있었던 것으로 여겨지나 현존하지 않는다. 《만요슈》는 오랜 기간을 거쳐 많은 사람들에 의해 정리되었으나 최종적으로는 오토모노 야카모치(大伴家持)에 의해 현재와 같은 20권으로 편집되었다. 《만요슈》에 수록된 약 4500수의 와카 가운데 가장 오래된 것은 닌토쿠 천황의 대에 지어진 것으로 알려진 것이지만, 대부분 아스카 시대에서 나라 시대 중기에 걸친 약 100여 년에 걸친 시기의 와카들이다. 귀족의 노래에 그치지 않고 아즈마우타(東歌)・사키모리노우타(防人歌) 등 민중들이 부른 노래 등 현실적이면서도 사실적인 가풍이 많다고 알려져 있다.

### 고쿠후 문화
헤이안 시대 초기에는 한문으로 지은 시문이 공적 문학으로서 와카를 압도했었다. 와카는 사적인 만남에서 단지 증답가(贈答歌)로 불렸으며, 궁정의 공식적인 의식에서 불린 것은 나라 시대와 비교해도 적지 않았다. 그러나 헤이안 시대 중기에 이르면 당나라의 쇠퇴나 그에 수반한 견당사의 폐지로 중국 문화의 영향력이 감소하고 일본적인 고쿠후 문화(國風文化)의 시대가 열리게 되는데, 그 과정에서 가나(仮名)의 발달과 함께 와카도 차츰 공적인 문화로서 복권되어갔다. 《신찬만요슈(新撰万葉集)》에는 가라우타(漢詩)로 불린 한시와 야마토우타(和歌)로 불린 와카가 나란히 수록되었으며, 와카가 공적인 문학으로서의 지위를 회복한 모습을 보여주고 있다. 궁중이나 귀족의 저택에서는 와카를 겨루는 노래 경합이 개최되었고, 그 중에서도 간표 5년(893년)에 열렸던 『간표의 후궁 우타아와세(寛平御時后宮歌合)』는 최초의 칙선(勅撰) 와카집 《고킨와카슈》의 편찬에 즈음해 그때 불렸던 노래가 많이 수록되었다. 그뒤 와카라고 하면 단카 형식을 갖춘 노래를 일컫는 것이 되었다.

#### 삼대집(三代集)
엔기(延喜) 5년(905년), 다이고 천황의 칙명으로 기노 쓰라유키(紀貫之)・기노 도모노리(紀友則)・오시코우치노 미쓰네(凡河内躬恒)・미부노 다다미네(壬生忠岑)의 네 사람에 의해 《고킨와카슈》가 편집되는데, 《만요슈》에도 수록되지 않은 와카 약 1,100수를 20권에 수록하였다. 그 가풍(歌風)은 이지적이면서도 관념적인 것이 일반적이다. 여기서 반세기 뒤에 다시 무라카미 천황의 치세에 와카도코로(和歌所)가 설치되고, 당시에는 이미 시대가 오래되어 읽기 어려운 지경이었던 《만요슈》의 훈독과 함께 《후찬와카집(後撰和歌集)》의 찬진이 나시쓰보의 다섯 사람(梨壺の五人)이라 불리는 귀족 관인들에 의해 이루어졌다. 귀족이 증답가로 주고받던 노래를 중심으로 이야기로 각색되는 경향도 나타났는데, 반세기 뒤의 이치조 천황의 치세에는 《습유와카집(拾遺和歌集)》이 찬진되었다. 우아하면서도 격조 높은 《고킨와카슈》의 전통을 이어받은 것으로, 이 세 와카집을 삼대집(三代集)으로 부르고 있다.

#### 팔대집(八代集)
헤이안 후기에는 셋칸정치(攝關政治)가 쇠퇴하기 시작하여 귀족문화에도 변화가 일어났다. 이 무렵에 찬진된 것이 《후습유와카집(後拾遺和歌集)》으로, 다소 보수적이었던 《후습유와카집》에 맞서 다음에 찬진된 《금엽와카집(金葉和歌集)》은 청신하고 서정적인 풍경을 노래한 것이 중심을 이룬 혁신적인 것이었지만, 《사화와카집(詞花和歌集)》부터는 다시 보수적인 분위기로 돌아가고 말았다.
겐페이 전쟁 이후 고시라카와인(後白河院)의 명으로 후지와라노 도시나리(藤原俊成)가 『천재와카집(千載和歌集)』을 찬진하였다. 귀족사회의 붕괴와 무사의 대두라는 혼란 속에서 와카는 차츰 예술지상주의적 경향을 드러냈고, 헤이안 말기의 와카를 한층 더 높은 경지로 끌어올렸다. 도시나리의 제자 사다이에가 다시 찬진한 것이 《신고킨와카슈(新古今和歌集)》로, 《고킨와카슈》에서 《신고킨와카슈》에 이르는 칙선 와카집을 모두 합쳐 팔대집(八代集)이라고 부른다.

### 중세
가마쿠라 시대에 들면 정권을 빼앗긴 귀족들이 그들의 허탈한 마음을 전통문화에 의지하면서 와카가 활발하게 제작되었고 노래 시합도 자주 열렸다. 우타아와세(歌会)라 불린 노래 시합에는 독특하게 마디를 뗀 노래가 읊어졌는데 이를 피강(披講)이라고 한다. 피강에는 아야노 고지류(綾小路流)나 레이제이류(冷泉流) 등의 유파가 존재했으며 오늘날에도 궁중의 우타아와세나 신사에서 열리는 행사에서 볼 수 있다. 무사들의 중심지였던 가마쿠라에 대한 대항의식이 강했던 고토바인(後鳥羽院)도 와카에 대단한 열의를 나타내어 칙명으로 찬진된 것이 《신고킨와카슈》였는데, 여기에 찬집된 와카는 노래 시합이나 노래 모임 등에서 미리 제목을 정해서 부른 것이 많다. 《천재와카집(千載和歌集)》에서 보였던 예술지상주의가 여기에서도 그대로 계승되면서 그 기교는 극치에 달했는데, 한편으로 자연에 대한 사랑이나 인생관을 읊었던 승려 사이교, 만요슈풍의 와카를 읊었던 미나모토노 사네토모도 높은 평가를 받았다.
《신고킨와카슈》 편찬의 중심인물이었던 후지와라노 사다이에의 사후에는 그의 자식들인 다메이에가 가단을 이끌었지만, 다메이에가 죽은 뒤 그의 가계도 가단도 니조파와 교고쿠파, 레이제이파의 세 파로 갈라져 주도권을 둘러싸고 다투었고, 특히 니조파와 교고쿠파가 차례대로 칙찬 와카집을 편찬해 교토의 중앙 가단을 이끌어나갔다. 레이제이파는 시조 천황과 가마쿠라 막부와의 관계에서 주로 간토의 무사들 사이에서 번성했다.
남북조 때부터, 와카는 승려와 무사를 중심으로 불리게 되었고 지방 무사에게도 보급되었지만, 형식주의에 치우친 채 쇠퇴해 갔다.

### 근세
근세 초기에는 전통적인 와카에 대한 학문이 집대성되어 많은 가인들이 등장했지만, 이미 「가도(歌道)」로서 완성된 상태에서 새로운 가풍은 태어나지 않았다. 상대의 전통적인 일본문화였던 와카의 혁신은 억제되었다.
또한 이 시기에 류큐에서는 왕족이나 상류계급 사이에서 와카가 왕성하게 불렸는데, 17세기에 류큐 왕국이 사쓰마의 지배하에 놓이면서 사족(士族)들에게는 와카 소양이 요구되었고, 와카의 수사법인 서사(序詞)나 괘사(掛詞), 모토우타토리(本歌取り) 등의 기법이 재래의 류큐 와카에서도 쓰였다. 18세기에 극히 일부이긴 하지만 청나라 상인 및 외국인 중에서도 와카를 배우는 사람들이 늘어났던 것을 당시의 수필을 통해 확인할 수 있다.
근세 후기에 이르러 교토에서 와카의 새로운 바람이 불었고, 니조파의 계통을 이어받은 가가와(香川) 집안의 후손이 연 계원파(桂園派)가 등장해 메이지 초기까지 가단의 중심이 되었다.

### 근대
메이지 시대 초기의 일본의 가단(歌壇)은 어가소파(御歌所派)나 계원파 등 에도 시대의 전통 문화인들이 맡아 이끌었으나, 마사오카 시키나 요사노 뎃칸 등 와카 개혁의 뜻을 품은 사람들이 기존의 제목에 따라 지어 부르는 노래나 지나치게 풍아한 취향에 대해 비판하면서 새 시대에 걸맞은 새로운 가풍을 탄생시켰다. 이 가운데 네기시 단가회(根岸短歌会), 훗날의 아라라기파(アララギ派)라 부르는 이들이 태어났다. 이들의 노래는 전통적인 와카와 구분하기 위해 「단카」라는 이름으로 불리게 되었는데, 근년에는 아라라기파로 대표되는 「단카」의 문학관에 대한 비판도 강하게 일고 있으며, 「와카」적인 것에 대한 재평가도 이루어지고 있다.

## 와카의 기교
- 엔고(縁語): 한 수(首)안에 의미상 관련있는 단어를 2개 이상 사용
- 가케코토바(掛詞): 동음이의어
- 미타테(見立て): 비유
- 의인법

## 같이 보기
- 만엽집
- 촉센와카슈
- 칙선집
- 고쿠가쿠
- 렌가
- 시 (문학)
- 기타노 덴만구
- 하이쿠
- 교카